# Calidris maritima

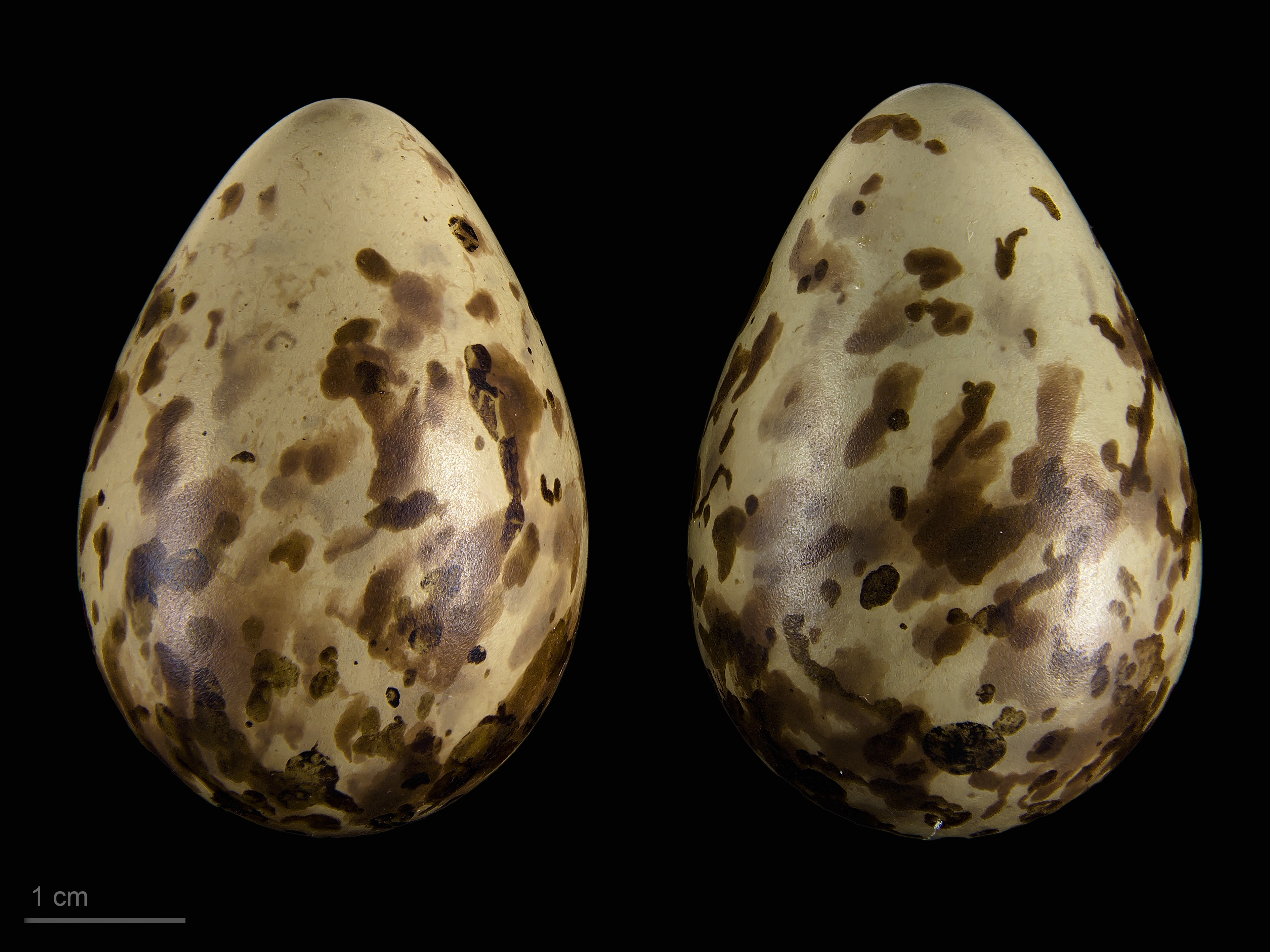
Calidris maritima maritima

Il piovanello violetto (Calidris maritima, Brünnich 1764) è un uccello della famiglia degli Scolopacidae.

## Sistematica
Calidris maritima ha quattro sottospecie:
- C. maritima belcheri
- C. maritima groenlandica
- C. maritima littoralis
- C. maritima maritima

## Distribuzione e habitat
Questo uccello vive in Europa centrale, occidentale e settentrionale, compresa l'Italia, in Groenlandia, e nel Canada e negli Stati Uniti orientali. È di passo nell'Europa orientale, in Svizzera, Marocco, Capo Verde, Libia, Malta e Kazakistan.